# Мбурукуя (департамент)
Департамент Мбурукуя  (исп. Departamento de Mburucuya) — департамент в Аргентине в составе провинции Корриентес.
Территория — 957 км². Население — 9252 человек. Плотность населения — 9,70 чел./км².
Административный центр — Мбурукуя.

## География
Департамент расположен в центральной части провинции Корриентес.
Департамент граничит:
- на северо-востоке — с департаментом Хенераль-Пас
- на юго-востоке — с департаментом Консепсьон
- на юго-западе — с департаментом Саладас
- на западе — с департаментом Эмпедрадо
- на северо-западе — c департаментом Сан-Луис-дель-Пальмар

## Административное деление
Департамент включает 1 муниципалитет:
- Мбурукуя

## Важнейшие населенные пункты[3]
| № | Населённый пункт | Населённый пункт (исп.) | Категория | Население чел. (2010) | На карте                        |
| - | ---------------- | ----------------------- | --------- | --------------------- | ------------------------------- |
| 1 | Мбурукуя         | Mburucuyá               | город     | 6972                  | 28°02′43″ ю. ш. 58°13′33″ з. д. |